# وی مثل وندتا
داستان وی مثل وندتا (به انگلیسی: V for Vendetta) که در فارسی ک مثل کین‌خواهی یا الف مثل انتقام ترجمه شده‌است. این داستان در مورد ابر مرد انقلابی است که علیه حاکمیت مستبد فاسد در زمانی خیالی در شهر لندن قیام می‌کند در آن دوره حکومت در شهر لندن در تلاش است برای تسلط بر عوام از مفاهیم مذهبی (مشابه قرون وسطی) استفاده کند، به قلم آلن مور نوشته شده‌است.

## تأثیرات اجتماعی
در کشورهای اروپایی این داستان طرفدارهایی دارد که به صورت یک اسطوره برای مبارزه با حکومت‌ها از آن استفاده می‌شود. مخصوصاً استفاده از نقاب گای فاکس که در داستان دیده می‌شود در تجمعات اعتراضی اروپا و آمریکا مرسوم است.

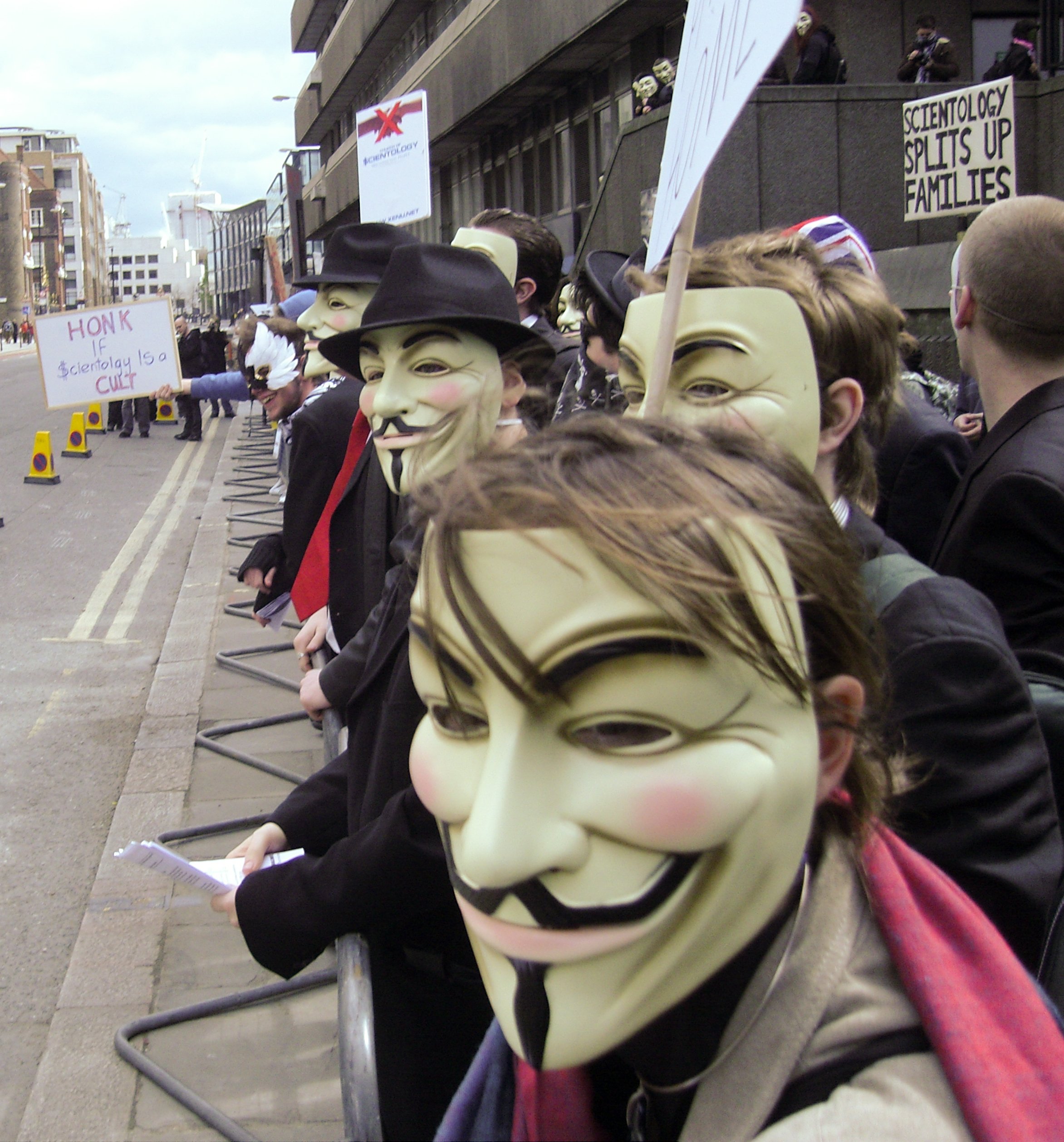
مبارزه‌های اجتماعی در لندن در سال ۲۰۰۸ میلادی